# Mariano Comense
Mariano Comense é uma comuna italiana da região da Lombardia, província de Como, com cerca de 20.277 (Cens. 2001) habitantes. Estende-se por uma área de 13 km², tendo uma densidade populacional de 1560 hab/km². Faz fronteira com Brenna, Cabiate, Cantù, Carugo, Figino Serenza, Giussano (MI), Lentate sul Seveso (MI), Novedrate, Seregno (MI).

## Demografia
| Variação demográfica do município entre 1861 e 2011                               |
|                                                                                   |
| Fonte: Istituto Nazionale di Statistica (ISTAT) - Elaboração gráfica da Wikipedia |